# Ратушков, Владимир Витальевич
Владимир Витальевич Ратушков (род. 1 января 1965, Ленинград) — советский легкоатлет, специалист по прыжкам в длину. Выступал на всесоюзном уровне в 1985—1991 годах, победитель Кубка Европы, обладатель серебряной медали Всемирной Универсиады, чемпион СССР, многократный победитель и призёр первенств всесоюзного значения, участник чемпионата Европы в Сплите. Представлял Ленинград. Мастер спорта СССР международного класса.

## Биография
Владимир Ратушков родился 1 января 1965 года в Ленинграде.
Начал заниматься лёгкой атлетикой в 1979 году, проходил подготовку под руководством заслуженного тренера России Владимира Васильевича Плутахина. Выступал за добровольное спортивное общество «Спартак» и физкультурно-спортивное общество Профсоюзов (Ленинград).
Впервые заявил о себе в прыжках в длину на всесоюзном уровне в сезоне 1985 года, когда с результатом 8,10 одержал победу на турнире в Таллине.
В 1986 году выиграл серебряную медаль на соревнованиях в Баку.
В 1987 году стал серебряным призёром на турнире в Москве.
В 1988 году победил на соревнованиях в Москве, установив при этом свой личный рекорд в прыжках в длину в помещении — 8,04 метра. Также был лучшим на турнирах в Ленинграде и Челябинске.
В 1989 году превзошёл всех соперников на зимнем чемпионате СССР в Гомеле, на Мемориале братьев Знаменских в Волгограде (личный рекорд на открытом стадионе — 8,33), на летнем чемпионате СССР в Горьком. Попав в состав советской сборной, выступил на Кубке Европы в Гейтсхеде, где в своей дисциплине так же занял первое место. Будучи студентом, представлял Советский Союз на Всемирной Универсиаде в Дуйсбурге — в финале с результатом 7,96 стал вторым, уступив только титулованному кубинцу Хайме Джефферсону. В концовке сезона добавил в послужной список серебряную награду, полученную на международном турнире в Токио.
В 1990 году выиграл серебряные медали на зимнем чемпионате СССР в Челябинске и летнем чемпионате СССР в Киеве, был лучшим на турнирах в Ленинграде, Йямсянкоски, Брянске. Благодаря череде удачных выступлений удостоился права защищать честь страны на чемпионате Европы в Сплите — в финале прыжков в длину показал результат 7,99 метра, расположившись в итоговом протоколе соревнований на пятой строке.
В 1991 году с результатом 8,10 стал серебряным призёром на турнире в Алма-Ате.
За выдающиеся спортивные результаты удостоен почётного звания «Мастер спорта СССР международного класса».